# Khối lượng giao dịch
Khối lượng giao dịch (Volume/Trading volume) là số lượng (tổng số) của một đơn vị chứng khoán được giao dịch trong một khoảng thời gian nhất định (hoặc một bộ chứng khoán nhất định hoặc toàn bộ thị trường). Trong bối cảnh một phiên giao dịch chứng khoán trên một sàn giao dịch chứng khoán cụ thể thì khối lượng giao dịch thường được báo cáo là số lượng cổ phiếu được đổi chủ trong một ngày nhất định. Các giao dịch được đo lường trên sự thay đổi của Lưu lượng chứng khoán (Stock and flow) như cổ phiếu, trái phiếu, hợp đồng quyền chọn, hợp đồng tương lai và hàng hóa. Trên sàn giao dịch chứng khoán thì Tổng khối lượng (Tổng KL) là khối lượng cổ phiếu được giao dịch trong một phiên.. Đây là số lượng cổ phiếu hoặc hợp đồng được giao dịch thành công trên thị trường trong một khoảng thời gian nhất định hay là tổng số cổ phiếu được khớp lệnh trong phiên giao dịch ngày hôm đó. Khối lượng giao dịch và nến giá là hai yếu tố chính tạo nên biểu đồ giá chứng khoán để cấu thành nên biểu đồ giá của mã chứng khoán (mã cổ phiếu) và có ý nghĩa trong dự báo thị trường chứng khoán.

## Đại cương
Khối lượng trung bình của một loại chứng khoán trong một khoảng thời gian dài hơn là tổng số lượng giao dịch trong khoảng thời gian đó chia cho độ dài của khoảng thời gian đó. Do đó, đơn vị đo lường cho khối lượng trung bình là số cổ phiếu trên một đơn vị thời gian, thường là trên ngày giao dịch. Khối lượng giao dịch thường cao hơn khi giá chứng khoán thay đổi. Tin tức về tình hình tài chính, sản phẩm tung ra hoặc kế hoạch kinh doanh của công ty, dù tích cực hay tiêu cực, thường sẽ dẫn đến sự gia tăng tạm thời khối lượng giao dịch cổ phiếu của công ty đó. Những thay đổi về khối lượng giao dịch có thể làm cho chuyển động giá được quan sát trở nên quan trọng hơn. Khối lượng cổ phiếu giao dịch cao hơn là dấu hiệu cho thấy tính thanh khoản cao hơn trên thị trường. Đối với các nhà đầu tư tổ chức muốn bán một số lượng lớn cổ phiếu của một cổ phiếu nhất định, tính thanh khoản thấp hơn sẽ buộc họ phải bán cổ phiếu đó một cách chậm rãi trong thời gian dài hơn, để tránh thua lỗ do trượt giá.
Khối lượng giao dịch với khối lượng cổ phiếu đang lưu hành là hai đại lượng khác nhau. Khối lượng cổ phiếu đang lưu hành là toàn bộ cổ phiếu đã niêm yết trên sàn giao dịch, tính từ khi phát hành cho đến ngày giao dịch (là đại lượng cố định). Khối lượng giao dịch là số cổ phiếu được nhà đầu tư trao đổi mua bán với nhau trên sàn (là đại lượng lưu động theo đợt/lượt giao dịch). Khối lượng giao dịch là một chỉ báo trong phân tích kĩ thuật, cung cấp các manh mối về diễn biến của thị trường trong tương lai và giúp các nhà giao dịch tìm kiếm điểm vào/thoát lệnh. Khối lượng giao dịch lớn có thể cho các nhà đầu tư thấy triển vọng về thị trường hoặc chứng khoán, việc giá và khối lượng giao dịch tăng một cách đáng kể có thể là một dấu hiệu đáng tin cậy về một xu hướng giá tăng hoặc giá đảo chiều tăng. Việc giá và khối lượng giao dịch giảm một cách đáng kể có thể là dấu hiệu của một xu hướng giá giảm hoặc giá đảo chiều giảm. Theo quy luật cung-cầu thì khi khối lượng giao dịch mua cổ phiếu tăng thì giá cổ phiếu cũng sẽ được đẩy lên để cân bằng cung-cầu, khi nguồn cung nhiều (khối lượng giao dịch bán tăng trong khi nhu cầu không tương ứng) thì giá sẽ giảm xuống. Tại Hoa Kỳ theo quy định tại Quy tắc 144 của Đạo luật Chứng khoán năm 1933 đã hạn chế việc mua hoặc bán một lượng chứng khoán vượt quá một phần nhất định khối lượng giao dịch trung bình của nó, còn được gọi là dưới dạng khối lượng tương đối. Do đó, việc tính toán khối lượng giao dịch được quy định bởi Ủy ban Chứng khoán và Giao dịch Hoa Kỳ (SEC).